# Alexandrinsk teologi
Alexandrinsk teologi var en riktning inom den gammalkyrkliga läroutvecklingen, som försökte åstadkomma en vetenskaplig syntes mellan kristen teologi och grekisk filosofi. Dess huvudort var katekesskolan i Alexandria, som under 300- och 400-talen var kristenhetens förnämsta skola.
I fråga om tolkningen av Bibeln hävdades den allegoriska metoden. Företrädare för den alexandrinska teologin var framför andra Clemens av Alexandria och Origenes.